# María de Sánchez
María de Sánchez (Barcelona, 2 de junio de 1969) es una actriz pornográfica española.
Antes de dedicarse al porno fue campeona de taekwondo de Cataluña. Logró gran fama al aparecer en el programa de televisión Esta noche cruzamos el Mississippi, de Pepe Navarro.

## Filmografía
| 1995 | Betty Blue                                  |
| 1995 | Betty Blue 2                                |
| 1996 | Carmen                                      |
| 1996 | Chantier interdit au public                 |
| 1996 | CKP                                         |
| 1996 | Flamenco Ecstasy                            |
| 1996 | Private Gold 15: Sweet Baby 2               |
| 1996 | The Voyeur 7                                |
| 1996 | Secretos de familia                         |
| 1997 | ButtSlammers 14: Trippin' the Ass Fantastic |
| 1997 | Perras callejeras                           |
| 1997 | Perras callejeras II: La venganza de Johnny |
| 1997 | Pick-Up Lines 12                            |
| 1997 | Pick-Up Lines 13                            |
| 1997 | Private Stories 27: Galactic Girls          |
| 1997 | Salomé                                      |
| 1997 | Teeny Exzesse 48 - Sperma zum Dessert       |
| 1997 | The 3 Wilds                                 |
| 1997 | The Video Adventures of Peeping Tom Vol. 6  |
| 1997 | Buttman en Barcelona                        |
| 1998 | Calamity Jane                               |
| 1998 | La pandilla X: Málaga conexxion             |
| 1998 | North Pole #2                               |
| 1998 | Rocco siempre inmortal                      |
| 1998 | Rocco y los siete magníficos                |
| 1998 | The Best by Private 2: Private Geographic   |
| 1998 | Triple X Files 12: Eat Up                   |
| 1998 | Up Your Ass 8                               |
| 1999 | Private Casting X 17: Maria de Sánchez      |
| 1999 | Le fétichiste                               |
| 1999 | El regreso de los siete magníficos          |
| 2002 | Private Lust Treasures 3                    |
| 2005 | Mujeres sucias                              |
| 2006 | Initiations 10                              |